# Might & Magic X: Legacy
Might & Magic X: Legacy este un joc video de rol pentru calculator din 2014, al zecelea din seria Might and Magic, dezvoltat de Limbic și publicat de către Ubisoft. În loc să fie o continuare a Might and Magic IX, jocul continuă evenimentele din Might & Magic Heroes VI și are loc în lumea Ashan. A fost lansat la 23 ianuarie 2014 ca titlu descărcabil pentru Microsoft Windows. O versiune OS X a fost lansată la 16 aprilie 2014.
Jocul se concentrează pe evenimente care au avut loc în Peninsula Agyn de pe Ashan, continentul Thallan, în urma războiului creat de arhanghelul Uriel. O lovitură de stat a avut loc în orașul Karthal, iar un grup de atacatori care sosesc în regiune sunt atrași într-un complot complex în regiune care amenință să escaladeze tensiunile în diferitele națiuni.
Jucătorii creează un grup de patru personaje, fiecare dintre acestea putând aparține uneia dintre cele patru rase diferite - Oameni, Orci, Elfi și Pitici, fiecare rasă având două caractere masculine și două feminine de folosit. Fiecare rasă are trei clase de ales - o clasă „Might”, o clasă „Magic” și o clasă hibridă a celor două. Ca și alte jocuri, fiecare clasă are o misiune de promovare, dar numai una.